# Albert William Tucker
Albert William Tucker (* 28. November 1905 in Oshawa, Ontario, Kanada; † 25. Januar 1995 in Highstown, New Jersey) war ein in Kanada geborener US-amerikanischer Mathematiker, der wichtige Beiträge zu Topologie, Spieltheorie und linearer Programmierung lieferte.

## Leben
Er studierte Mathematik an der Universität of Toronto (Bachelorabschluss 1928, Masterabschluss 1929) und Princeton University, wo er 1932 bei Solomon Lefschetz promovierte (An abstract approach to manifolds). Von 1932 bis 1933 war er als National Research Fellow an der Harvard University und an der University of Chicago. 1933 kehrte er zur Princeton University zurück, wurde dort 1934 Assistant Professor, 1938 Associate Professor. Im Zweiten Weltkrieg lehrte er in den speziellen Universitätsprogrammen zur Ausbildung von Angehörigen der Armee und Marine und war leitend in einer Forschungsgruppe in Princeton zu Ballistik und Feuerleitsystemen (Fire Control Research Group). 1946 erhielt er eine volle Professor in Princeton. Ab 1953 war er dort Baldwin Dod Professor und wurde im selben Jahr auch Vorsitzender der Mathematik-Fakultät in Princeton. 1974 wurde er Professor Emeritus. Er war unter anderem Gastprofessor an der Stanford University (1949–1950), am Massachusetts Institute of Technology, der Cornell University, dem Dartmouth College, dem Haverford College, dem Rockefeller Institute und als Fulbright Lecturer in Australien (1956) und Europa (und 1959 bei der OECD).
An der Princeton University begründete er ein Programm zur linearen Optimierung und Spieltheorie, das bis 1972 lief und neben dem der Rand Corporation das größte solche Projekt in den USA war. 1950 initiierte er die Forschung zum Gefangenendilemma, eines der bekanntesten Paradoxa der Spieltheorie. Er schlug das Paradoxon als Beispiel für ein Nicht-Nullsummenspiel bei einem Vortrag vor Psychologen an der Stanford University zur Spieltheorie vor.
An der Universität begründete er auch die Veröffentlichungsreihe Annals of Mathematical Studies der Princeton University Press, in der er auch mehrere Bände über Spieltheorie herausgab und mitverfasste.
Tucker setzte sich auch für die Verbesserung des Mathematikunterrichts in höheren Schulen ein und war in mehreren entsprechenden nationalen Komitees der USA.
Tucker war Ehrendoktor des Dartmouth College (1961). Er erhielt 1968 den Distinguished Service Award der Mathematical Association of America (MAA), deren Präsident er auch zeitweise war, und 1980 den von Neumann Theorie-Preis der Operations Research Society of America. Er war Mitglied der American Academy of Arts and Sciences (seit 1987) und der American Association for the Advancement of Science (AAAS), deren Vizepräsident er zeitweise war. Außerdem war er im Rat der American Mathematical Society. 1980 erhielt er den John-von-Neumann-Theorie-Preis.
Zu seinen Doktoranden zählt Marvin Minsky (mit einer Arbeit über neuronale Netzwerke), David Gale und John Nash, letzterer mit einer Arbeit über Spieltheorie 1950, die ihm später den Nobelpreis brachte.
Tucker war verheiratet und hatte drei Kinder.

## Schriften
- mit Evar Nering: Linear Programs and related problems, Academic Press 1993
- mit H. W. Kuhn (Herausgeber): Contributions to the theory of games, Annals of Mathematical Studies 1950
- mit H. W. Kuhn (Herausgeber): Linear inequalities and related systems, Annals of Mathematical Studies 1956
- mit Allan Gewirtz, Harry Sitomer: Constructive linear algebra, Englewood Cliffs 1974